# براد كينغ
براد كينغ (بالإنجليزية: Brad King)‏ هو سياسي أمريكي، ولد في 12 فبراير 1956. حزبياً، نشط في Utah Democratic Party ‏ والحزب الديمقراطي. وقد انتخب عضو مجلس نواب ولاية يوتا.

## وصلات خارجية
- الموقع الرسمي